# Artus Aux-Cousteaux
Artus Aux-Cousteaux (Hautcousteaux, Haultcousteau, Arthur d'Auxcousteaux, vers 1590-1656) va ser un cantant i compositor francès, actiu a Picardia i París.
Va néixer a la Picardia, a Beauvais (segons Charles Magnin) o en Saint-Quentin (segons Charles Gomart). El seu escut familiar té un joc de paraules al seu nom; és Azur à trois cousteaux, d'argent garnis d'or ("Azure en tres costats, de plata decorada amb or").
Va ser cantant a l'església de Noyon, del qual hi ha un registre a la biblioteca d'Amiens. Després es va convertir en el Mestre de la Sainte Chapelle a París. Segons el prefaci del psalteri de 1656 d'Antoine Godeau, publicat per Pierre Le Petit, era un alt-ordre a la capella de Louis XIII.
Va deixar moltes misses i cançons, totes impreses per Pierre & Ballard de París. El seu estil és notablement avançat pels seus contemporanis, i F-J. Fétis creu que va estudiar els mestres italians.